# Halzl József
Halzl József (Győr, 1933. december 19. – Budapest, 2020. november 13.) gépészmérnök, a Magyar Demokrata Fórum egyik alapítója, a Rákóczi Szövetség örökös tiszteletbeli elnöke.

## Életútja
Apai ágon a felvidéki Szencről, anyai ágon a burgenlandi Sopronkeresztúrról származott. Iskoláit Ácson, Pannonhalmán, Hatvanban és Budapesten végezte. A budapesti II. Rákóczi Ferenc Gimnáziumban érettségizett. 1957-ben a Budapesti Műszaki Egyetemen szerzett gépészmérnök oklevelet. Később ugyanezen az egyetemen doktorált (1985). Az 1956-os forradalom idején ötödéves műegyetemi hallgatóként az események részeseként naplót írt, amelyet a rendszerváltozás után megjelentetett.
Szakmai munkája az energetikához kötötte, a rendszerváltozás előtt az EGI (Energiakutató Intézet) munkatársaként hőerőművekhez kapcsolódó kutatásokon dolgozott. 1989-1990-ben közreműködött az MDF energiapolitikai koncepciójának kidolgozásában. 1991 és 1994 között a Magyar Villamos Művek vezérigazgatójaként irányította az ország legnagyobb vállalatát. A rendszerváltozás idején aktívan bekapcsolódott a Magyar Demokrata Fórum munkájába, egy ideig a párt igazgatójaként is dolgozott.
1990-től 2018-ig a Rákóczi Szövetség elnöki tisztségét töltötte be. 2018-ban a Rákóczi Szövetség tiszteletbeli elnökévé választották. Társadalmi tevékenységének a Rákóczi Szövetség mellett része volt az 1980-as évektől a városmajori plébániaközösség ifjúságának szervezése és a hátrányos helyzetű emberek energiafogyasztását segítő Héra Alapítvány Archiválva 2020. augusztus 8-i dátummal a Wayback Machine-ben vezetése. Életében meghatározó szerepet töltött be a komolyzene, ő maga is magas szinten zongorázott.

## Főbb művei
- 1956-os napló; Rákóczi Szövetség, 2006
- Rákóczi jegyében. Halzl Józseffel beszélget Cservenka Judit; Kairosz, Bp., 2011 (Magyarnak lenni)
- 1956-os napló; 2. jav. kiad.; Rákóczi Szövetség, Bp., 2016

## Díjai[3]
- Segner János András-díj (1969)[4]
- Szikla Géza díj (1989)[5]
- MVM Emlékérem (1999)[6]
- Esterházy-emlékérem (2000)[7]
- Széchenyi Társaság Emlékérme (2009)[8]
- Magyar Örökség díj (2010)[9]
- A Magyar Köztársasági Érdemrend középkeresztje polgári tagozatának kitüntetése (2011)[10]
- Szent István-díj (Esztergom) (2013)[11]
- Kisvárdai Tőkés László Alapítvány díja (2015)
- A Magyar Érdemrend középkeresztje a csillaggal (2016)[12]
- Szent Márton-díj (2017)[13]
- Pro Urbe Budapest-díj (2018)[14]
- Magyar Fiatalokért Díj (2018)[15]
- Bethlen Gábor Díj (2019)[16]